# Edgar Douglas Adrian
Sir Edgar Douglas Adrian, primul baron Adrian (n. 30 noiembrie 1889, Hampstead⁠(d), Anglia, Regatul Unit al Marii Britanii și Irlandei – d. 4 august 1977, Cambridge, Anglia, Regatul Unit) a fost un  electrofiziolog britanic.
În anul 1932, împreună cu Charles Scott Sherrington a devenit laureat al Premiului Nobel pentru fiziologie și medicină pentru descoperirile lui în domeniul funcțiilor neuronilor.
Adrian a fost unul din inițiatorii aplicării electronicii în studiile fiziologice. A făcut cele dintâi experimente pe fibrele nervoase și pe terminațiile nervoase individuale. Din anul 1934 s-a dedicat studiului electrofiziologic al funcțiilor creierului  și al tulburărilor cerebrale. A reușit să înregistreze activitatea electrică a neuronilor individuali.
Adrian a amplificat variațiile de potențial electric ale impulsurilor nervoase venite de la organele de simț, pentru a înregistra modificări din ce în ce mai mici, reușind să înregistreze impulsuri de la o singură terminație senzorială și de la o singură fibră nervoasă motorie. Cercetările sale au clarificat baza fizică a senzației și mecanismul controlului muscular. Studiile sale de mai târziu, asupra activității electrice a creierului, au inclus investigarea epilepsiei și localizarea leziunilor cerebrale.
Adrian a fost din anul 1923 membru al Societății Regale din Londra, și a fost ales președintele acesteia între anii 1950-1955.

## Anii de tinerețe și de studii
Edgar Douglas Adrian s-a născut în 1889 la Hampstead, Londra, ca al doilea fiu al lui Alfred Douglas Adrian,CB,KC, jurisconsult al primăriei, și al lui Flora Lavinia Barton.
A urmat Școala Westminster, unde s-a distins, obținând statutul de King's Scholar de la sfârșitul primului an de studii..După aceea, din 1908 a urmat Universitatea Cambridge, la Trinity College, mai întâi studii clasice, iar apoi,în ultimul an, studii de științele naturii El a continuat să locuiască la Cambridge cea mai mare parte a vieții.
După ce, în 1911, a terminat strălucit titlul de B.A în cinci materii diferite, a beneficiat de o bursă a Colegiului pentru studii de medicină, în virtutea lucrării sale asupra principiului „totul sau nimic” în activitatea nervilor. În anul 1915 el a încheiat studiile de medicină, efectuând apoi un stagiu clinic la Spitalul St. Bartholomew din Londra, unde, în anii Primului război mondial a tratat soldați suferind de leziuni neurologice și de tulburări „nervoase”, ca de exemplu „șocul de obuz” (Shell shock).

## Cariera științifică și didactică
După ce a lucrat o vreme în domeniul neurologiei clinice, ca rezident al Spitalului Național de Boli Nervoase din Queen Square din Londra, Adrian a servit ca ofițer medical la Spitalul Militar Connaught din Aldershot. 
În 1919 a revenit la Cambridge pentru a conferenția în domeniul sistemului nervos, iar în 1925 și-a început cercetările asupra impulsurilor nervoase în organele de simț umane. Deja în 1923 a fost ales ca membru în Societatea Regală din Londra.
Continuând cercetările lui Keith Lucas, Adrian a utilizat un electrometru capilar și un tub catodic pentru a amplifica semnalele produse de sistemul nervos și a reușit să înregistreze descărcarea electrică a unor  fibre nervoase izolate la primirea unui stimul fizic. O descoperire accidentală a lui Adrian în anul 1928 a dovedit prezența electricității în neuroni.
După cum a relatat savantul,
„În cadrul unor experiențe asupra retinei am aranjat electrode pe un nerv optic al unei broaște râioase. În cameră era aproape întuneric și am fost surprins să aud zgomote repetate în microfonul atașat amplificatorului, aceste zgomote indicând existența unei mari activități de impulsuri. Abia când am comparat zgomotele produse de propriile mele mișcări prin cameră, mi-am dat seama că ma aflam în câmpul vizual al ochiului broaștei și că acesta semnaliza ce făceam”
.
O constatare crucială, publicată în 1928, stabilea că excitația pielii sub un stimul constant este la început puternică, iar apoi, cu timpul, descrește în mod gradat,în vreme ce impulsurile senzoriale transmise prin nerv de la punctul de contact au o intensitate constantă, chiar dacă frecvența lor scade cu timpul, iar drept consecință senzația în creier descrește.
Extinzând aceste rezultate la studiul cauzării durerii  prin stimuli ai sistemului nervos, Adrian a mai făcut descoperiri în legătura cu recepția unor asemenea semnale în creier, distribuirea ariilor senzoriale pe scoarța cerebrală la diferite animale. Aceste cercetări au dus la ideea unei hărți senzoriale, numită homunculus, și situată în sistemul somatosenzor.
Mai târziu, Adrian s-a folosit și de electroencefalogramă pentru a cerceta activitatea creierului uman. 
Lucrarea sa asupra anormalităților ritmului lui Berger a croit calea pentru cercetări ulterioare in domeniul epilepsiei si a altor patologii cerebrale. Ultimele sale cercetări au fost dedicate simțului mirosului sau al olfacțiunii.
În cursul carierei sale academice, Adrian a fost, între anii 1929-1937 profesor la catedra Foulerton a Colegiului Regal al medicilor, iar între 1937-1951 i-a urmat lui Sir Joseph Barcroft ca profesor de fiziologie la Universitatea Cambridge. Între anii 1950-1955 a fost ales președinte al Societății Regale din Londra, între 1951-1965 a îndeplinit funcția de director (master) al Colegiului Trinity din Cambridge, între 1960-1962 -cea de  președinte al Societății Regale de Medicină, între anii 1965-1975  a fost cancelar al Universități Cambridge,iar între 1957-1971 cancelar al Universității Leicester.

## Viața privată
Adrian s-a căsătorit la 14 iunie 1923 cu Hester Agnes Pinsent, o urmașă îndepărtată a filozofului David Hume și care s-a distins prin activitatea ei în domeniul ocrotirii sănătății psihice. Perechii i s-au născut ulterior trei copii: o fiică și încă un fiu și o fiică gemeni:
- Anne Pinsent Adrian, care s-a măritat mai târziu cu fiziologul Richard Keynes.
- Richard Hume Adrian, al doilea baron Adrian (1927-1995), de asemenea fiziolog
- Jennet Adrian (născută în 1927), măritată cu Peter Watson Campbell

Sir Edgar Douglas Adrian a murit la Londra în anul 1977 la 88 ani.

## Premii și distincții
- 1934 Membru al Academiei Leopoldina
- 1938 Membru de onoare al Academiei Americane de Arte și Științe
- 1942 Ordinul de Merit al Regatului Unit
- 1955 A fost înnobilat ca baron Adrian de Cambridge, în comitatul Cambridge

## Cărți
- The Basis of Sensation (1928)
- The Mechanism of Nervous Action (1932)
- Factors Determining Human Behavior (1937, în colaborare)
- The Physical Basis of Perception (1947)